# Jarrod Poï
Pour les articles homonymes, voir Poi.

a Compétitions nationales et continentales officielles uniquement.

Dernière mise à jour le 31 octobre 2020.
Jarrod Poï, né le 22 février 1994 à Palmerston North (Nouvelle-Zélande), est un joueur néo-zélandais de rugby à XV qui évolue au poste de centre.

## Biographie
Venu du club de Tarbes Pyrénées rugby, alors entrainé par Pierre-Henry Broncan, Jarrod Poï dispute quinze rencontres de Pro D2 en deux saisons, il rejoint pour la saison 2015-2016 le groupe espoir du Stade toulousain où son cousin l'international néo-zélandais Luke McAlister évolue et où il suit son manager Pierre-Henry Broncan. Il obtient sa première titularisation au sein de l'équipe première à l'occasion du match de coupe d'Europe face à Oyonnax . Il obtient également une titularisation lors de la dernière journée de Top 14 face à Grenoble, rencontre où il inscrit son premier essai.
En octobre 2017, il prolonge son contrat avec le Stade toulousain et est désormais engagé jusqu'en 2021. En décembre 2018, il est prêté au Biarritz olympique, en Pro D2, en tant que joker médical. En 2019, le prêt est prolongé d'une année supplémentaire. En 2020, il n'est pas conservé par le BO. En 2020-2021, il est de nouveau prêté à un club de Pro D2, l'AS Béziers, en compagnie d'un autre jeune joueur du Stade toulousain Tristan Tedder.